# Movimento Democratico Unito
Il Movimento Democratico Unito (United Democratic Movement, UDM) è un partito politico sudafricano.

## Storia
L'UDM è stato fondato da Roelf Meyer, membro del Partito Nazionale, e da Bantu Holomisa e John Taylor del Congresso Nazionale Africano. È un partito anti-separatista, e fa propria una politica che rispetti l'iniziativa e la libertà privata, accompagnata da un forte senso morale e sociale.
Alle politiche del 2004, l'UDM ha ottenuto 9 seggi, con il 2,3% dei voti. Alle politiche del 1999, l'UDM aveva, invece, raccolto 3,4% e 15 seggi. Alle elezioni comunali del 2006, l'UDM ha ulteriormente ridotto i suoi consensi scendendo all'1,3%.